# حقوق الإنسان في هولندا

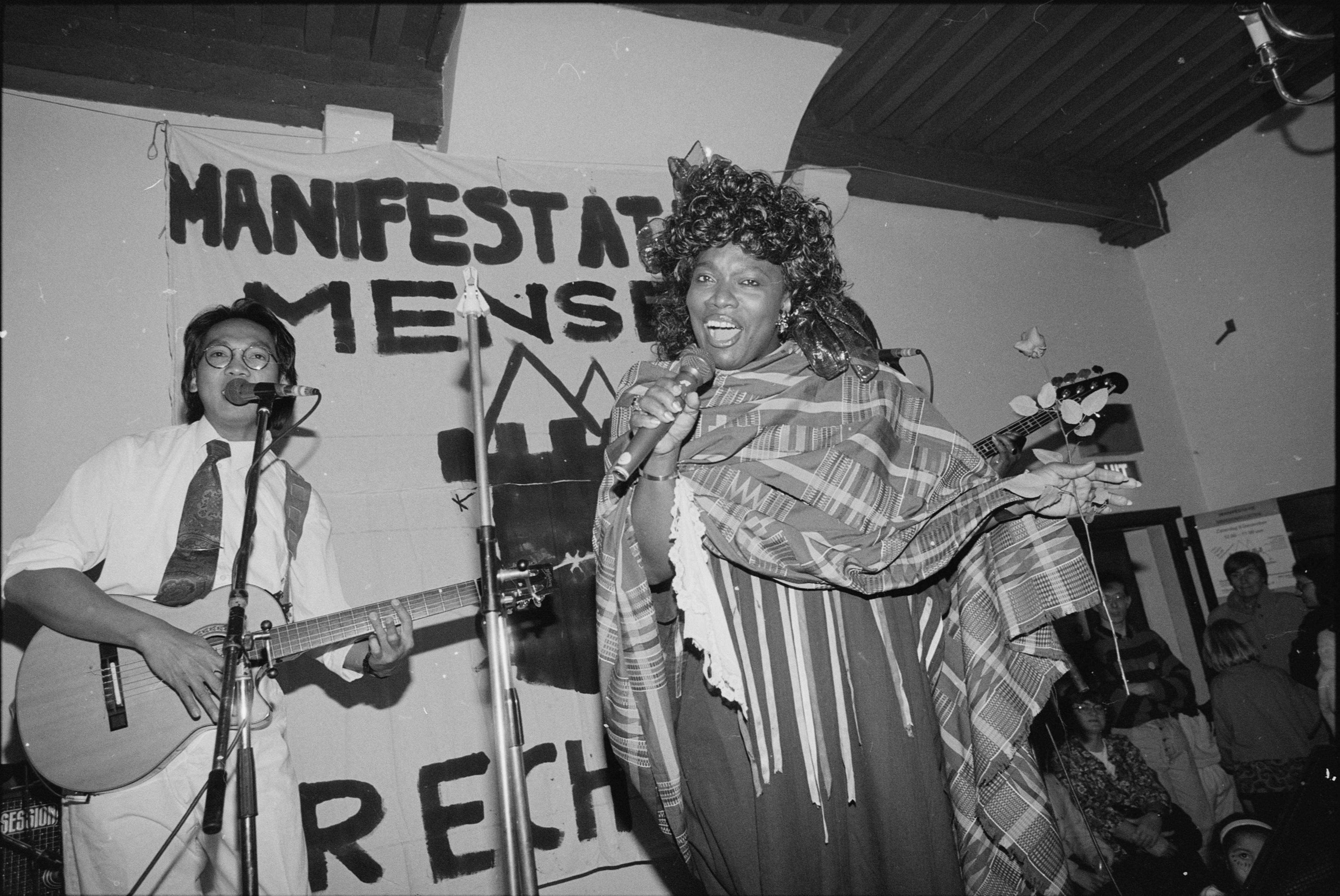
مغني الأداء واثنان من عازفي الجيتار ، مظاهر حقوق الإنسان Heemskerk ، ديسمبر 1989

حقوق الإنسان في هولندا هو بند مدون في الدستور الهولندي، جنباً إلى جنب مع الدول الأوروبية الأخرى، وهولندا في كثير من الأحيان على رأس تصنيفات الحريات المدنية الدولية والحقوق السياسية.